# Riña en un café
Riña en un café er en spansk stumfilm fra 1897 af Fructuós Gelabert.